# Елга Баш
Елга Баш (тат. Елгабаш) — деревня в Азнакаевском районе Республики Татарстан России. Входит в состав Мальбагушского сельского поселения.

## История
На карте 1989 года на месте деревни обозначен летник.

## География
Деревня находится в юго-восточной части Татарстана, у истока речки Туреелга, на расстоянии примерно 28,5 километров по автодорогам к западу от города Азнакаево, административного центра района, и в 9 км по автодорогам к юго-западу от центра поселения, села Мальбагуш.

### Часовой пояс
Деревня Елга Баш, как и весь Татарстан, находится в часовой зоне МСК (московское время). Смещение применяемого времени относительно UTC составляет +3:00.

## Население
В 2012 году в деревне проживал 1 человек старше трудоспособного возраста.
| 2002 | 2012 |
| ---- | ---- |
| 3    | 1    |

Национальный состав
Согласно результатам переписи 2002 года, в национальной структуре населения татары составляли 100 %.

## Улицы
В деревне единственная улица — Лесная.